# División Panzer Clausewitz
La Panzer-Division Clausewitz fue una división panzer alemana durante la Segunda Guerra Mundial, llamada así por Carl von Clausewitz.
Se formó en el área central de Alemania a principios de abril de 1945 bajo el mando del Generalleutnant Martin Unrein, de la 233.ª División Panzergrenadier y también atrajo tropas Panzergrenadier de la 233.ª División Panzer de Reserva y vehículos de la escuela de entrenamiento Panzer en Putlos. Otros elementos procedían de la brigada de reserva de la división Großdeutschland, los restos de la división panzer Holstein, el Panzerkorps Feldherrnhalle, y unidades extraídas del Grupo de Ejércitos Blumentritt.
La calidad general de los soldados era alta, ya que la mayoría de la infantería eran veteranos de primera línea que habían sido enviados a las divisiones de reserva después de recuperarse de las heridas, y las tripulaciones de los tanques estaban compuestas principalmente por instructores de las escuelas de formación de oficiales. Sin embargo, tenían una gran deficiencia de equipo: en general, solo estaban disponibles alrededor del 20% de los vehículos asignados. El equipo que poseían a menudo estaba desactualizado (varios de sus tanques eran Panzer III o Panzer IV) y en mal estado. Las unidades estaban equipadas con una variedad de vehículos, lo que dificultaba el mantenimiento y las municiones escaseaban. No había piezas de artillería, muy poco equipo de comunicaciones y ninguna tropa de suministro.
Primero entró en combate en la parte norte del Frente Oriental, intentando un contraataque local contra los soviéticos en Pomerania. Esto fue rechazado con grandes pérdidas.
La unidad fue enviada para luchar contra unidades blindadas británicas del 10 al 12, antes de ser asignada al XXXIX Cuerpo. Se ordenó al XXXIX Cuerpo que avanzara hacia el sur para cortar las líneas de suministro de las principales divisiones estadounidenses, que ahora habían llegado hasta el río Elba, e intentar unirse con el 11.º Ejército Panzer SS, que estaba luchando en Harz. La mayor parte de la fuerza de la división se gastó en este ataque, y para el día 20 se había dividido en pequeños grupos desorganizados. El día 24, el comandante de división fue capturado por tropas estadounidenses.
El 28 de abril, la Clausewitz, junto con las divisiones Scharnhorst y Theodor Körner, recibió la orden de atacar desde el suroeste hacia Berlín, como parte del XX Cuerpo de Wenck. Cubrieron una distancia de unos 24 km, antes de detenerse en la punta del lago Schwielow, al suroeste de Potsdam y todavía a 32 km de Berlín.